# Мальчик А
«Ма́льчик А» (англ. Boy A) — британская драма 2007 года, снятая режиссёром Джоном Кроули по одноимённому дебютному роману молодого английского писателя Джонатана Триггела. Слоганы картины: «They took his name so he could have a future» и «Who decides who gets a second chance?» («Они взяли его имя, чтобы у него было будущее» и «Кто решает, кому дать второй шанс?»).

## Сюжет
Джека (Эндрю Гарфилд) только что выпустили из тюрьмы, в которой он провёл 14 лет — большую часть своей жизни: много лет назад Джек вместе с другим мальчиком убил девятилетнюю Анджелу Мильтон. Сейчас Джеку 24 года, у него нет семьи, дома, друзей. Ему некуда идти. У него есть только наставник Терри (Питер Маллан), который пытается помочь Джеку вернуться к нормальной жизни и забыть страшные события далёкого прошлого.
Теперь мальчика А зовут Джеком Бёриджом, он работает в компании по перевозке грузов и встречается с красавицей-коллегой Мишель (Кэти Лайонс). Кажется, жизнь налаживается. Однако есть несколько проблем…
Во-первых, ревнующий сын Терри, страдающий от недостатка внимания, а во-вторых, общественность, готовая любыми способами узнать, где же сейчас скрывается убийца малютки Анджелы. Между тем, сам Джек пытается понять, действительно ли он совершил преступление, разрушившее столько жизней…

## В ролях
| Актёр                                       | Роль           |
| ------------------------------------------- | -------------- |
| Эндрю Гарфилд                               | Джек Бёридж    |
| Питер Маллан                                | Терри          |
| Кэти Лайонс                                 | Мишель         |
| Шивон Финнеран (Siobhan Finneran)           | Келли          |
| Скай Беннетт                                | Анджела Милтон |
| Альфи Оэун (Alfie Owen)                     | Эрик Уилсон    |
| Джереми Свифт                               | Дэйв           |
| Шон Эванс                                   | Крис           |
| Ли Саймондс (Leigh Symonds)                 | отец Эрика     |
| Мария Гауф (Maria Gough)                    | мать Эрика     |
| Тейлор Доэрти (Taylor Doherty)              | Филип Крейг    |
| Виктория Брэзиер (Victoria Brazier)         | учительница    |
| Мэдлин Рэйкик-Платт (Madeleine Rakic-Platt) | школьница      |
| Джозеф Алтин (Josef Altin)                  | громила        |
| Дадли Брюис (Dudley Brewis)                 | второй громила |
| Карлин Хэнсом (Carlene Hansom)              | официантка     |

## Съёмочная группа
- Режиссёр: Джон Кроули (John Crowley)
- Сценарий: Марк О’Роуи (Mark O’Rowe)

по роману Джонатана Тригелла (Jonathan Trigell)
- Композитор: Пэдди Каннин (Paddy Cunneen)
- Оператор: Роб Харди[англ.] (Robert Hardy)
- Подбор актёров: Фиона Уейр (Fiona Weir)
- Продюсеры: Сью Калверли (Sue Calverley), Толли Гарнер (Tally Garner), Линн Хорсфорд (Lynn Horsford), Лайза Маршалл (Liza Marshall), Ник Марстон (Nick Marston)

## Награды и номинации

### Награды
- 2008 — премия BAFTA
  - Лучший актёр — Эндрю Гарфилд
  - Лучший режиссёр художественного фильма — Джон Кроули
  - Лучший монтаж художественного фильма — Лучия Зуччетти
  - Лучшая операторская работа и освещение художественного фильма — Роб Харди
- 2008 — Берлинский международный кинофестиваль
  - Панорама (Приз экуменического жюри) — Джон Кроули

### Номинации
- 2008 — премия BAFTA
  - Лучшая оригинальная музыка для телевидения — Пэдди Каннин
  - Лучшая отдельная драма — Джон Кроули, Линн Хорсфорд и Марк О’Роуи
  - Прорывной талант — Марку О’Роуи за сценарий
- 2008 — Irish Film and Television Awards
  - Лучший режиссёр фильма — (Джон Кроули)
  - Лучший сценарий — Марк О’Роуи
- 2008 — Royal Television Society, UK
  - Лучший актёр — Эндрю Гарфилд
  - Лучшая отдельная драма

## Премьеры
- 8 сентября 2007 — Канада (Международный кинофестиваль в Торонто)
- 28 октября 2007 — Великобритания (Международный кинофестиваль в Лондоне)
- 26 ноября 2007 — Великобритания (Премьера на ТВ)
- 9 февраля 2008 — Германия (Берлинский международный кинофестиваль)
- 25 апреля 2008 — США (Кинофестиваль «Трайбека»)
- 24 мая 2008 — США (Международный кинофестиваль в Сиэтле)
- 23 июля 2008 — США (Ограниченный прокат)
- 3 сентября 2008 — Бельгия